# Ostracion immaculatum
Ostracion immaculatum es una especie de peces de la familia Ostraciidae en el orden de los Tetraodontiformes.

## Morfología
• Los machos pueden llegar alcanzar los 25 cm de longitud total.

## Hábitat
Es un pez de mar y de clima templado y demersal.

## Distribución geográfica
Se encuentra en el Japón.